# Monemvaszia

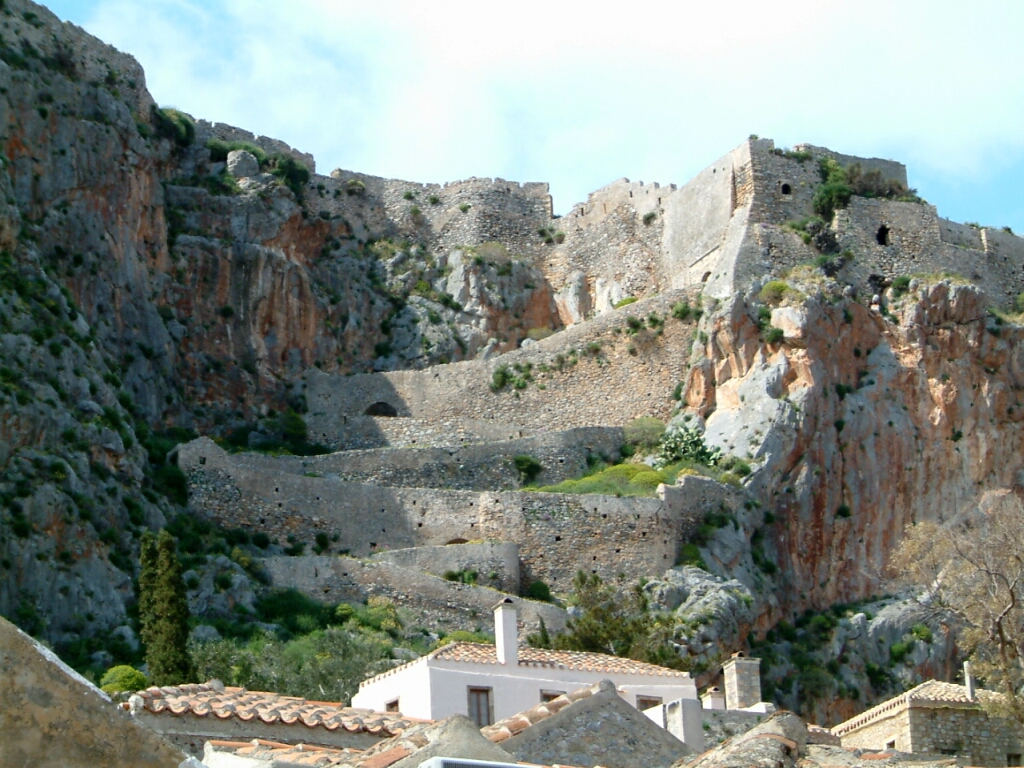
Monemvaszia fellegvára

Monemvaszia (hangsúly "-vász"-on) avagy Monemvassia, ill. Monembasia, Malvasy, (görögül: Μονεμβάσια) görög település volt, a Bizánci Birodalom idején vált jelentős erődítménnyé, fontos támaszponttá, amely híres volt bevehetetlenségéről. Eredetileg sziklás szigetre épült, de ma már út köti össze a közeli parttal. Az újgörög történelemben is hatalmas jelentősége van. Ez volt az utolsó szabad bizánci város és egyben az első, amely felszabadult az oszmán uralom alól. 
Görög telepesek alapították 583-ban, a Peloponnészoszi-félsziget délkeleti részén, Lakónia tartományban, miután I. Justinianus idejében Bizánc a Balkán védelmét elhanyagolta és a görög lakosság a szlávok és avarok támadásainak volt kitéve.
Ebben a városban írták a jelentős Monemvasiai Krónikát.
A város az elkövetkező évszázadokban a Bizánci Birodalom fontos erősségévé, sőt mentsvárává vált és az elszlávosodó Peloponnészoszi-félszigetet visszahódító bizánciak támaszpontjaként szolgált. Az erődítmény sokáig bevehetetlen volt, számtalan arab és az 1147-es normann hódítási szándéknak is ellenállt. Azt mesélik, hogy a fellegvárban volt egy búzamező, amely a ciszternákkal együtt lehetővé tette 30 várvédő túlélését akár évekig is.

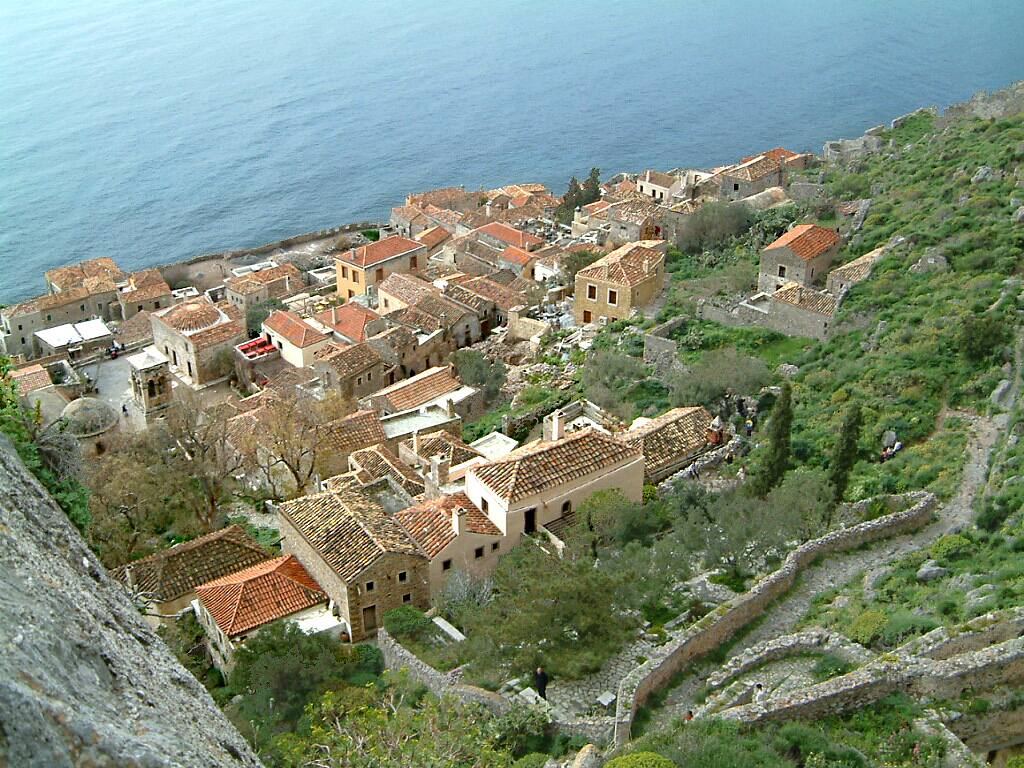
Monemvaszia városa a fellegvárból

Miután a Konstantinápoly a negyedik keresztes hadjáratban elesett és latin uralom alá került, Monemvasia szabad bizánci város maradt, és a frankok csak három évi ostrom után tudták bevenni 1249-ben.
1263-ban, csupán tizennégy évvel később a frankoknak vissza kellett adniuk Monemvasiát Mystrasszal együtt a Bizánci Birodalomnak. Konstantinápoly 1453-as meghódítása után csak Misztrász (1460-ig), Trapezusz (1461-ig) ill. Monemvasia (1463-ig) maradt meg a Keletrómai Birodalomból.

## Külső hivatkozások
- görög nyelvű honlap Monemvásziáról fényképekkel Archiválva 2009. augusztus 22-i dátummal a Wayback Machine-ben
- angol nyelvű honlap érdeklődőknek
- monemvásziai múzeumi gyűjtemények angolul Archiválva 2016. március 16-i dátummal a Wayback Machine-ben